# Amazonina tresmariensis
Amazonina tresmariensis är en kackerlacksart som beskrevs av Guilherme A.M.Lopes och de Oliveira 2002. Amazonina tresmariensis ingår i släktet Amazonina och familjen småkackerlackor. Inga underarter finns listade i Catalogue of Life.